# Tepuihyla tuberculosa
Espèce
Statut de conservation UICN

 LC  : Préoccupation mineure
Synonymes
- Hyla tuberculosa Boulenger, 1882
- Ecnomiohyla tuberculosa Faivovich, Haddad, Garcia, Frost, Campbell, and Wheeler, 2005

Tepuihyla tuberculosa est une espèce d'amphibiens de la famille des Hylidae.

## Répartition
Cette espèce se rencontre dans le bassin supérieur de l'Amazone entre 200 et 600 m d'altitude, :
- en Équateur ;
- au Pérou dans la région de Loreto ;
- en Colombie dans le département d'Amazonas ;
- au Brésil à l'extrême-Ouest de l'État d'Amazonas.

## Publication originale
- Boulenger, 1882 : Catalogue of the Batrachia Salientia s. Ecaudata in the collection of the British Museum, ed. 2, p. 1-503 (texte intégral).